# Уэйвени
Уэ́йвени (англ. Waveney) — неметрополитенский район (англ. non-metropolitan district) в графстве Суффолк (Англия),  Административный центр — город Лоустофт.

## География
Район расположен на побережье Северного моря вдоль реки Уэйвени в северо-восточной части графства Суффолк, граничит с графством Норфолк.

## Состав
В состав района входит 5 городов:
- Беклс
- Банги
- Лоустофт
- Саутуолд
- Хейлсуэрт

и 53 общины (англ. civil parish).